# SAAC-23
Die SAAC-23 war Anfang der 1960er-Jahre die Projektstudie eines Schweizer Geschäftsreiseflugzeuges.

## Vorgeschichte
Die FFA entwickelten für die Schweizer Luftwaffe das Kampfflugzeug FFA P-16. Nach dem zweiten Absturz eines Vorserienflugzeuges (dem zweiten Absturz von bis dato fünf gefertigten P-16) stornierte die Schweizer Regierung den Kauf von 100 P-16. Die Flug- und Fahrzeugwerke Altenrhein versuchten daher, auch Exportkunden für die P-16 zu finden. Für die USA wurde die Version AJ-7 mit geändertem, gekürzten Triebwerksauslass und einer Finne unter dem Heck sowie dem Nachbrennertriebwerk GE-J-79-11A projektiert.
Aufgrund dieses Projektes testete der Sohn von William P. Lear die P-16 in der Schweiz.
Bereits in den 1950er-Jahren hatte William P. Lear die LearStar, sein erstes Geschäftsreiseflugzeug entwickelt. Dazu stattete er die Flugzeugzelle einer Lockheed Model 18 Lodestar mit neuen Systemen und einer Inneneinrichtung für acht bis zwölf Passagiere aus. Nachdem Lear die Lizenzrechte an der LearStar verkauft hatte, begann er etwa 1960, sich der Entwicklung eines kleinen Geschäftsreisejets zuzuwenden. Da wies ihn sein Sohn Bill Lear auf die guten Flugeigenschaften der P-16 hin, insbesondere auf die Tragflächen, die kurze Start- und Landestrecken ermöglichten.

## SAAC-23
Im Rahmen des Projekts gründete Lear im April 1960 in Delaware die Muttergesellschaft Swiss American Aviation Corp. (SAAC) mit einer Tochtergesellschaft Aviation Development Corp. in St. Gallen. Später waren die Sitze der Swiss American Aviation Corp. in Wichita, Kansas USA und in Genf in der Schweiz. In der Schweiz wurde der Entwurf mit der Unterstützung von Gordon Israel überarbeitet, der bereits als Konstrukteur der Grumman F7F Tigercat und der Grumman F9F Panther tätig gewesen war, bevor er sich Lear anschloss, um die LearStar zu entwickeln. Weitere Entwicklungsarbeit in der Schweiz leistete Hans-Luzius Studer, der das Kampfflugzeug FFA P-16 der Flug- und Fahrzeugwerke Altenrhein konstruiert hatte, von dem weitgehend die Tragflächen übernommen wurden. Das Projekt erhielt die Bezeichnung SAAC-23.
Die SAAC-23 sollte ein Businessjet in Tiefdeckerauslegung und Kreuzleitwerk werden mit zwei Strahltriebwerken am Heck, Flügelendtanks, Fahrwerk mit je zwei Rädern und zwei Fenstern auf jeder Rumpfseite für den Passagierbereich. Seiten/Höhenleitwerk, Tragfläche und das Fahrwerk sollten direkt auf den Komponenten der P-16 basieren.
Es war geplant, Seiten/Höhenleitwerk, Tragflächen, Flügelendtanks und das Fahrwerk bei FFA und den Rumpf, Triebwerke etc. in den USA zu produzieren. Es sollte zwei Montagelinien geben, eine in den USA und eine in der Schweiz. Dass Flugzeugbaugruppen ziviler Maschinen auf verschiedenen Kontinenten produziert werden und danach zu verschiedenen Montagelinien verschifft werden, war zu der Zeit selten. Mit dem Fahrwerk, das direkt der P-16 entstammte, wäre die SAAC-23 im Gegensatz zur Learjet 23 auch zu Operationen von Feldflugplätzen fähig gewesen. William Lear war jedoch mit den Vorgaben der Schweizerischen Eidgenossenschaft hinsichtlich der Arbeits- und Produktionsvorschriften nicht einverstanden und erachtete die administrativen Vorgänge als zu schwerfällig. Somit wurde die Idee von zwei Montagelinien verworfen und die Flugzeugkonstruktion überarbeitet.

## Technische Daten
| Kenngrösse           | Daten    |
| -------------------- | -------- |
| Reisegeschwindigkeit | 850 km/h |
| Reichweite           | 3000 km  |
| Sitze                | max. 9   |
| Startbahn            | 1000 m   |
| Flugmasse            | 5600 kg  |

## Nachfolgeprojekt Learjet 23
Das Flugzeug erhielt nach seiner konstruktiven Überarbeitung und der reorganisierten Produktionsplanung, wo die Lear Jet Corporation eindeutig die Führung hatte und die Flug- und Fahrzeugwerke Altenrhein nur noch als Zulieferer antreten, die Bezeichnung Learjet 23.
FFA sollte zwar die Prototypen bauen, aber nicht in die Serienproduktion eingebunden werden, wegen der Beauftragung mit der Mirage-III-Produktion für die Schweizer Luftwaffe.
1962 waren die Kosten für die Serienausführung derart gestiegen, dass Lear von dem Konzept einer internationalen Produktion wieder Abstand nahm und eine alleinige Herstellung in den USA vorsah. Er gründete dafür in Wichita die Lear Jet Corp. und begann dort die Herstellung der Prototypen mit bereits in der Schweiz produzierten Teilen. Vor Baubeginn der Prototypen wurden noch einige Modifikationen vorgenommen, so wurde z. B. der hintere Rumpf um 51 cm verlängert und die Triebwerke auch um 51 cm nach hinten verlegt. Ebenso wurden die Ruderflächen gegenüber dem Ausgangsentwurf vergrössert.
Der 30-minütige Erstflug der Lear Jet 23 (der Name wurde erst später als Learjet zusammengeschrieben) dieses damals revolutionären Typs fand am 7. Oktober 1963 in Wichita statt. Ein zweiter Prototyp nahm die Flugerprobung am 5. März 1964 auf. Die Bemühungen um die FAA-Zulassung erlitten einen Rückschlag, als am 4. Juni 1964 der erste Prototyp bei seinem 167. Flug eine Bauchlandung durchführen musste und danach ausbrannte. Die zwei Piloten überlebten. Am 31. Juli 1964 wurde die FAA-Zulassung bestätigt. Die Zahl „23“ in der Typenbezeichnung wurde gewählt, weil der Entwurf den Bestimmungen der von der FAA herausgegebenen Federal Aviation Regulations (FAR) Teil 23 genügen sollte. Diese gaben eine Gewichtsobergrenze von 12.500 lb (5675 kg) vor.
Vertrieb und Wartung der Learjet 23 in Europa sollte die FFA übernehmen. Daher wurden die Learjet 23 mit den Registrierungen N803LJ und N706L zusammen mit den FFA P-16 X-HB-VAC und X-HB-VAD in Altenrhein ausgestellt. Jedoch wurde auch diese Idee nicht weiterverfolgt und die Zusammenarbeit zwischen der FFA und der Lear Jet Corporation endgültig beendet.